# Amerikaanse grote stern
De Amerikaanse grote stern (Thalasseus acuflavidus) is een zeevogel uit de familie van de Laridae (meeuwen) en de geslachtengroep sterns (Sternini). 

## Verspreiding en leefgebied
Deze soort komt wijdverspreid voor aan de kusten van Virginia tot Frans-Guyana en Argentinië en telt twee ondersoorten:
- T. a. acuflavidus: van oostelijk Noord-Amerika tot de zuidelijke Caraïben.
- T. a. eurygnathus: de eilanden nabij Venezuela en de Guiana's, noordelijk en oostelijk Zuid-Amerika.

## Status
De Amerikaanse grote stern komt niet als aparte soort voor op de lijst van het IUCN, maar is daar een ondersoort van de grote stern (T. sandvicensis acuflavidus/eurygnathus).